# Josèp Condò Sambeat

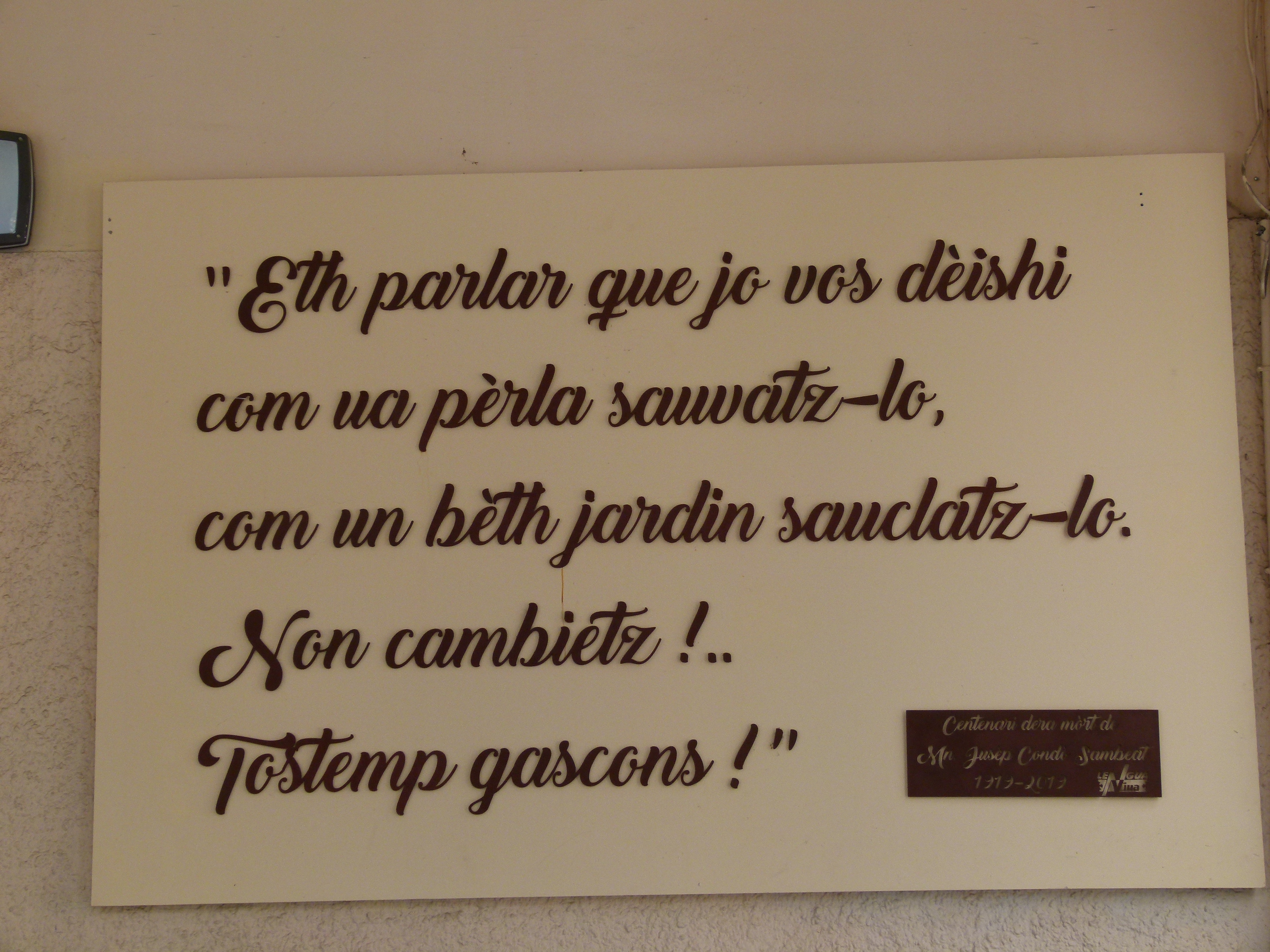
Cita de Josep Condò Sambeat a la casa de la vila de Viella

Josèp Condò Sambeat (Montcorbau, Vall d'Aran, 1867- Bossòst, 1919) fou un sacerdot, poeta i estudiós occità que escrigué gran part de les seves obres en occità aranès i, en menor mesura, en català.
Després d'estudiar al Seminari Conciliar de la Seu d'Urgell fou ordenat capellà el 1891, i destinat a diferents parròquies de l'Alt Urgell i a Aragó, fins que el 1910 fou destinat a Salardú (Naut Aran).
El 1897 va obtenir un accèssit als Jocs Florals de Lleida per Lo funeral de la pàtria. Col·laborà a la revista gascona Era Bouts dera Mountanho i hi escriví els poemes Era val d'Aran, premi als Jocs Florals del 1912, Veu det campanau, Era poma trigada i un Vocabulari aranès (1915).
Estudiós de la dialectologia, va col·laborar amb treballs de Joan Coromines. També va facilitar informació a Mn. Griera per elaborar el Diccionari dels dialectes catalans de l'IEC, que finalment ho publicà a nom seu al llibre Tresor de la llengua, de les tradicions i de la cultura popular de Catalunya (1947). També va participar en l'elaboració del Butlletí de dialectologia catalana aportant diverses comunicacions sobre el parlar de la Vall d'Aran.

## Obres

### Poemes en català
- 1892 La vida d'una mare
- 1893 L'sol d'Espanya
- 1894 Los dolors de Maria
- 1895 Lleyda a Maria Santíssima

### Obres en occità
- Sense lum
- Victòria des Aranesi
- Ua ròsa polida
- Era veu deth campanau
- Eth pastor as Estrelhes
- Era lengua aranesa
- Luenh dera Pàtria
- Cançon dera Garona
- Es aninòs
- Cançon dera Noguèra Pallaresa
- Era net de San Joan
- Eth darrèr cant der om
- Era Caritat
- Catecisme cuert
- Era Val d'Aran
- Vocabulari Aranés[1]
- Era cunhèra
- Jamès seigut
- Es Aranesi
- Contra eth solei
- Sang nòble e sang deth pòble
- Eth ser de miejanet
- Era isla des Diamants
- Era Maladeta
- Era milhor flor
- Ath deuant deth Sant Crist de Salardú

### Obres en castellà
- 1914 Escuela de Perfeccion Sacerdotal
- 1915 La Santísima Virgen en los Evangelios